# Selenicë
Selenicë est une commune et depuis 2015 une municipalité en Albanie. Le périmètre de la municipalité comptait en 2011, 18 476 habitants contre 2 235 habitants pour l'ancienne commune.
La commune  de Selenicë comprend les villages de Kotë, Gumeicë, Hysoverdhë, Lapardha, Mavrovë, Mazhar, Vajzë, Vodicë, Shkallë Mavrovë et Drashovicë.  